# Metropolia Port-au-Prince
Metropolia Port-au-Prince – metropolia rzymskokatolicka na Haiti utworzona 3 października 1861 roku przez papieża Piusa IX.

## Diecezje wchodzące w skład metropolii
- Archidiecezja Port-au-Prince
  - Diecezja Anse-à-Veau and Miragoâne
  - Diecezja Jacmel
  - Diecezja Jérémie
  - Diecezja Les Cayes

## Biskupi
- Metropolita: abp Guire Poulard (od 2011) (Port-au-Prince)
- Sufragan: bp Pierre-André Dumas (od 2008) (Miragoâne)
- Sufragan: bp Launay Saturné (od 2010) (Jacmel)
- Sufragan: bp Joseph Gontrand Decoste (od 2009) (Jérémie)
- Sufragan: kard. Chibly Langlois (od 2011) (Les Cayes)

## Główne świątynie
- Katedra Notre-Dame w Port-au-Prince
- Katedra św. Anny w Anse-à-Veau
- Katedra św. Jerzego i Filipa w Jacmel
- Katedra św. Ludwika króla Francji w Jérémie
- Katedra Wniebowzięcia Najświętszej Marii Panny w Les Cayes